# 梅利尼基-里奇齊基
51°44′18″N 24°42′5″E / 51.73833°N 24.70139°E
梅利尼基-里奇齊基（烏克蘭語：Мельники-Річицькі），是烏克蘭的村落，位於該國西部沃倫州，由科韋利區負責管轄，面積1.06平方公里，2001年人口803，人口密度每平方公里758.98人。